# Margretelunds gård

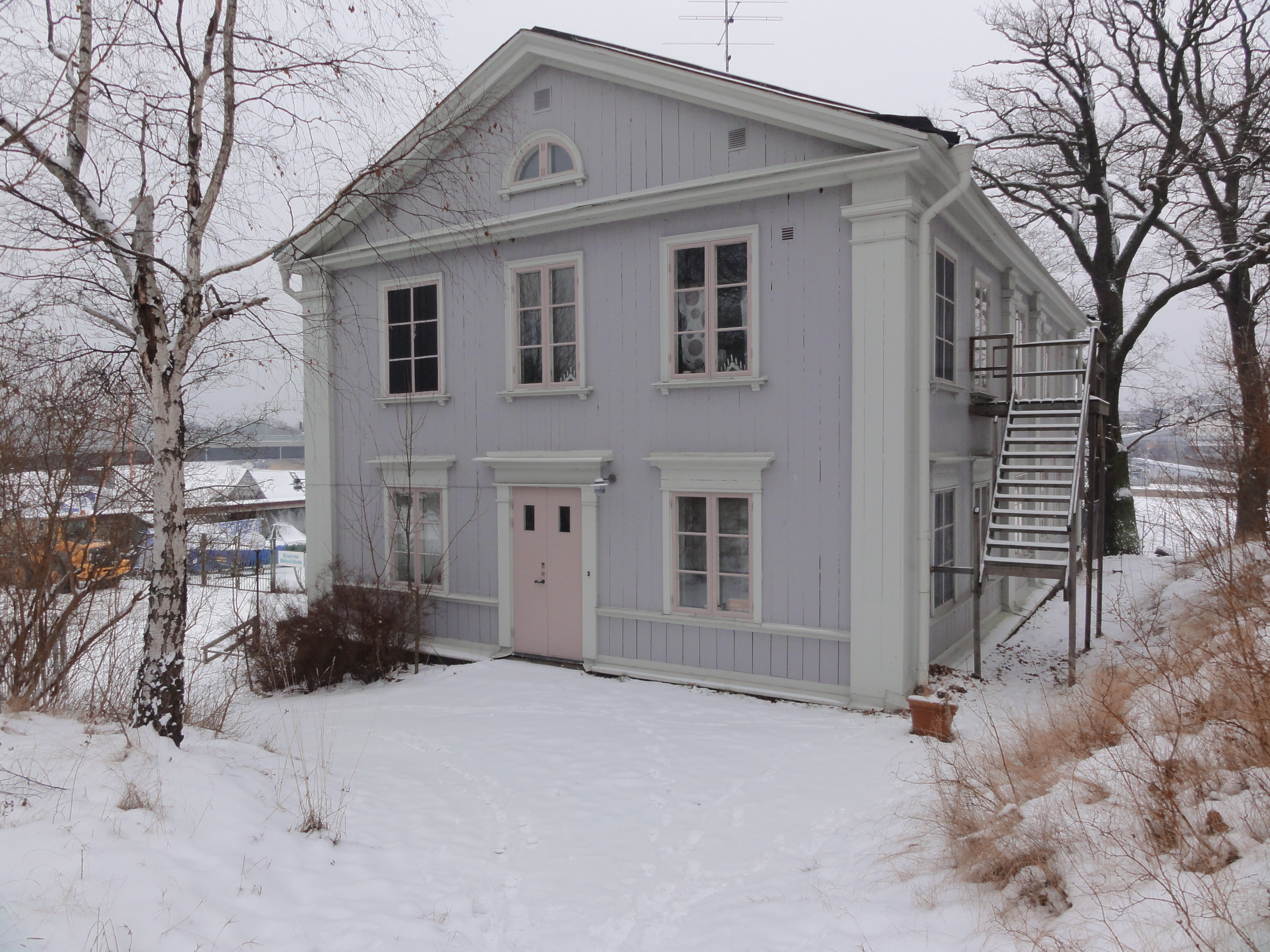
Margretelunds gård, sydöstra gaveln.

Margretelunds gård är en byggnad vid södra sidan av Ulvsundasjön i stadsdelen Traneberg, Stockholms kommun. Huset uppfördes år 1830 strax väster om Johannelunds gård vid viken som sträcker sig in mot Ulvsunda slott.

## Historik

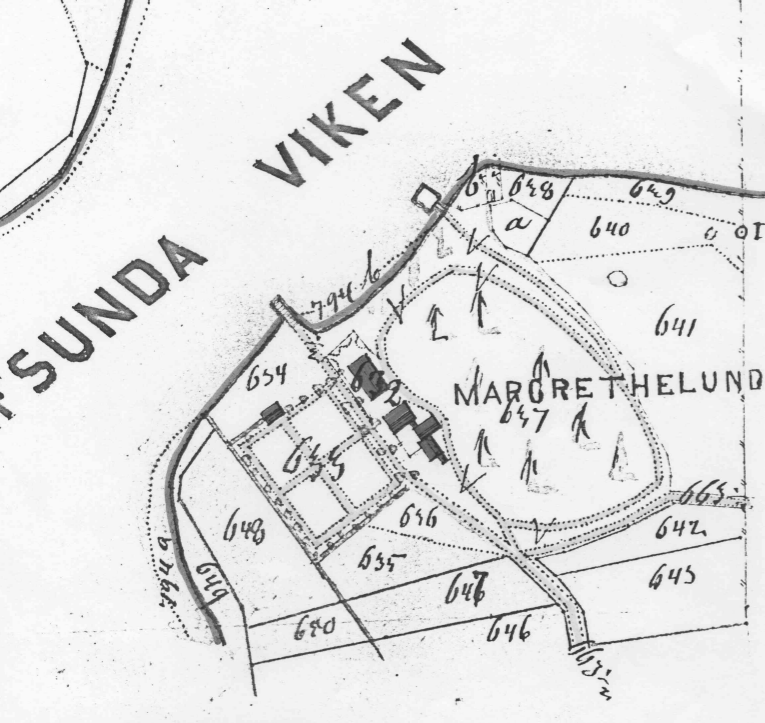
Margretelunds gård, 1868.

Nära stranden, intill gården, låg tidigare en keramikfabrik, Ulfsunda Fabrique (Ulfsunda stengodsfabrik), som existerade i cirka 30 år mellan åren 1791–1822, och Lilla Margretelund, en stuga kallad Fiskartorpet. Gården, vars äldre historia är nära förknippad med Ulvsunda Säteri, avstyckades och byggdes omkring 1830 av kakelugnsåldermannen Anders Westman (1775-1838). Ulvsunda porslinsfabrik nådde stor ryktbarhet, särskilt under Christian Arvid Linnings ledning, det var han som grundade fabriken. Tillverkningen bestod av konstporslin, kakelugnar och sockertoppsformar. Kakelugnsmakaren Anders Westman ska enligt uppgift ha inköpt fabriksområdet som lertäkt till sin kakelugnstillverkning och hämtade då lera där till sin fabrik i Stockholm. Han arrenderade marken av Ulvsunda. Då hade Ulfsunda Fajans och Porcelainfabrique legat där tidigare. Lägenhetens benämning år 1839 var "Margrethelund, fordom Formbruket kallad".
På platsen där Ulfsunda Fabrique tidigare låg fram till 1822 uppfördes således Margretelunds gård år 1830. Namnet på gården kommer troligen från byggherrens hustru, Sophia Margareta Westman. Sannolikt har gården utnyttjats som malmgård och lantställe och ett fåtal tjänstefolk var skrivna på gården. Nuvarande byggnad är ett trähus i empirestil i två våningar under ett sadeltak. Huset var ursprungligen gulmålat. För att erhålla en strikt symmetri av fönstrens placering utfördes några blinderingar. Under 1800-talets andra hälft genomfördes en större ombyggnad, bland annat reducerades antal rum och huvudentrén flyttades till västfasaden. På huvudfasaden dominerar sedan dess en stor veranda i två våningar. Ytterligare en ombyggnad genomfördes på 1920-talet. Ursprungligen fanns en liten trädgård på framsidan och en hölada i bergssluttningen.
Gården hade ett stort antal olika ägare innan Stockholms stad förvärvade den år 1918 och KFUM fick hyra gården för sommarläger. Under missionsinstitutstiden, som startade 1876 på det närbelägna Johannelunds gård användes huset på Margretelund som bostad åt eleverna. Huvudbyggnaden renoverades 1983-1985 efter ett långt gånget förfall och målades rosa. På det närliggande berget, Margretelundsbacken, finns ett flertal gamla och ihåliga ekar av betydande storlek. Gårdens namn gav även upphov till närliggande Margretelundsvarvet, Margretelundsvägen och bostadsområdet Margretelund. Nuvarande Grindstuvägen kallades tidigare för Margretelundsvägen. Då hette delar av Margretelundsvägen Elidavägen och Arlavägen.

## Bilder

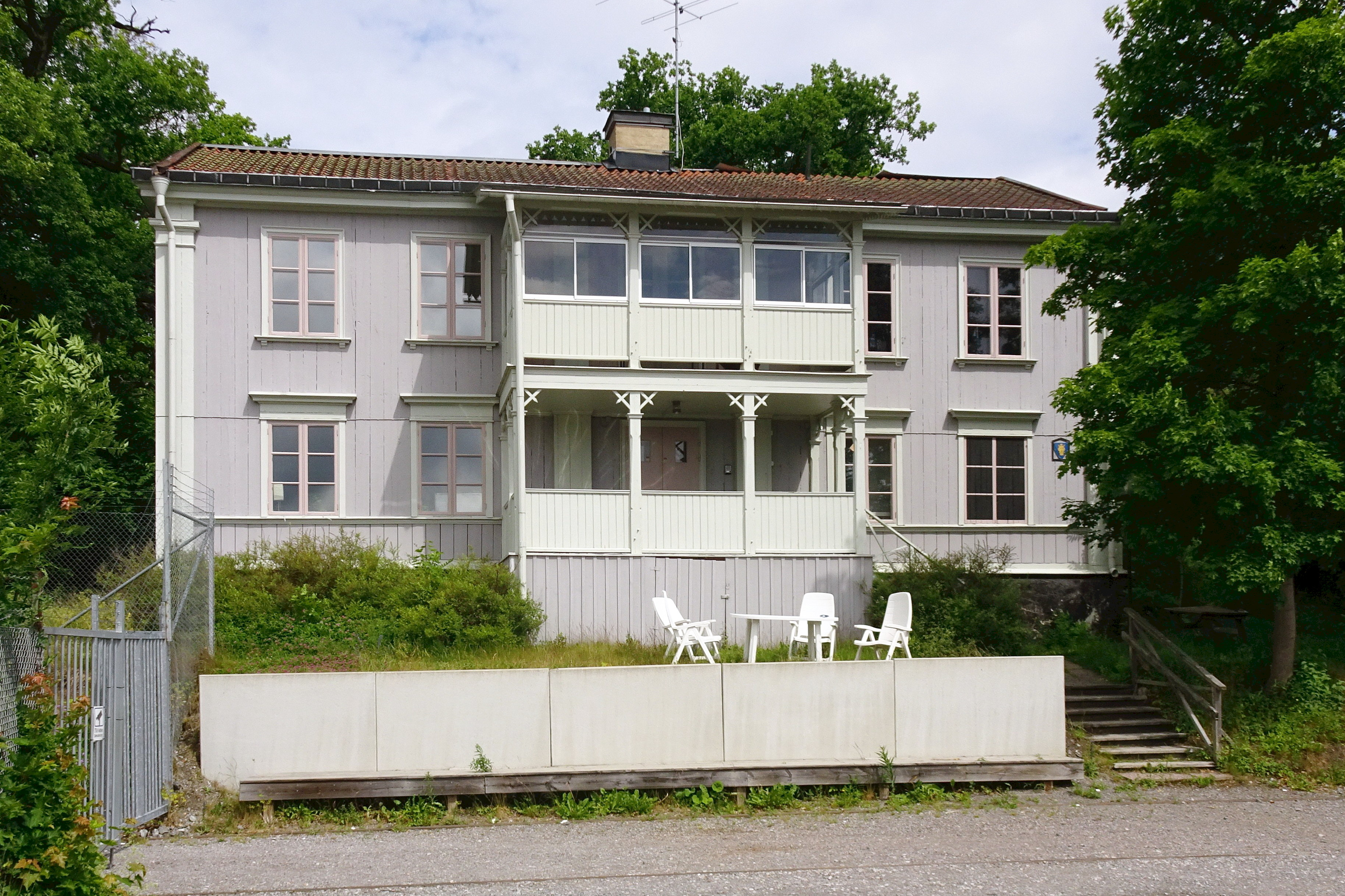
Huvudfasaden
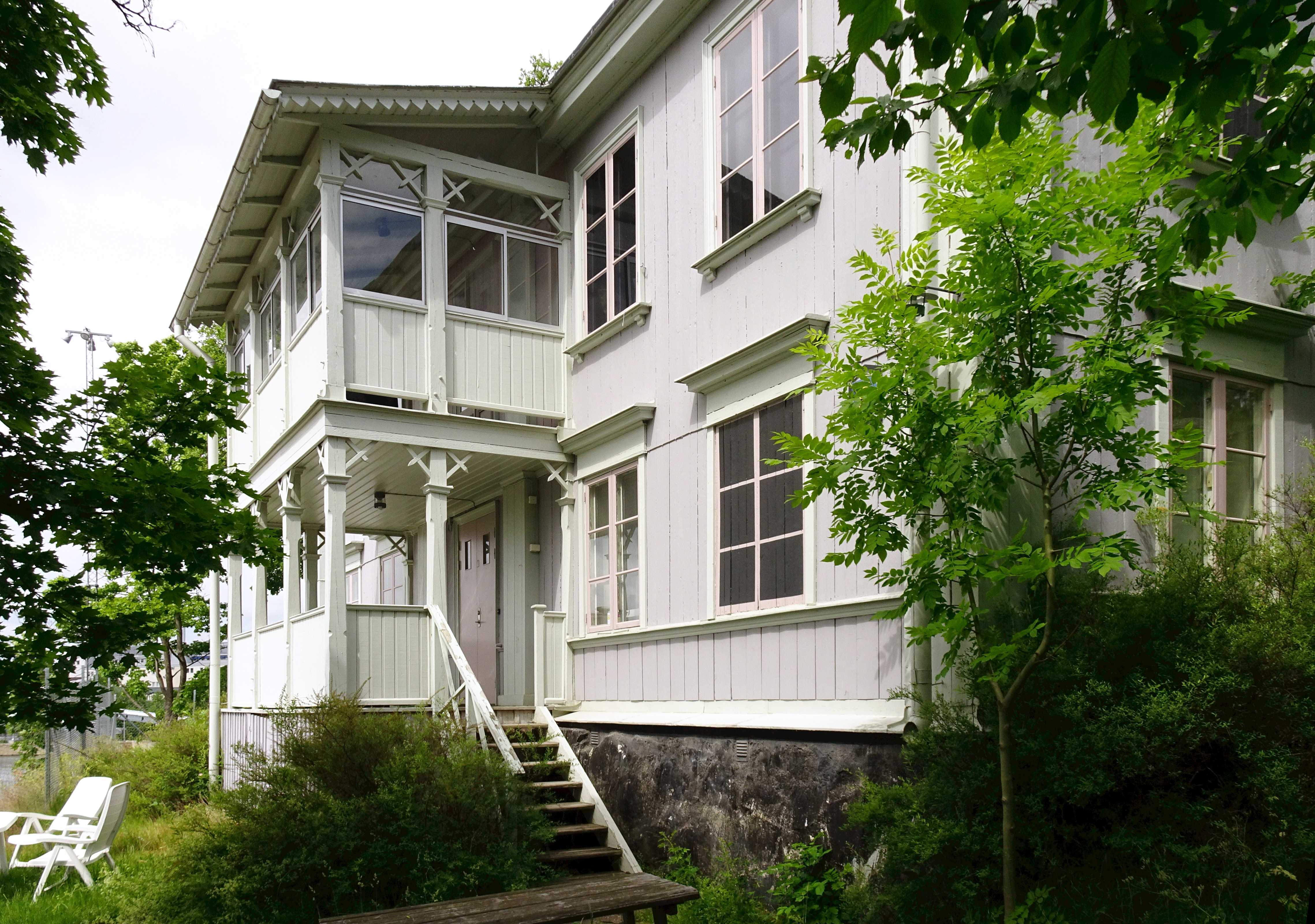
Verandan
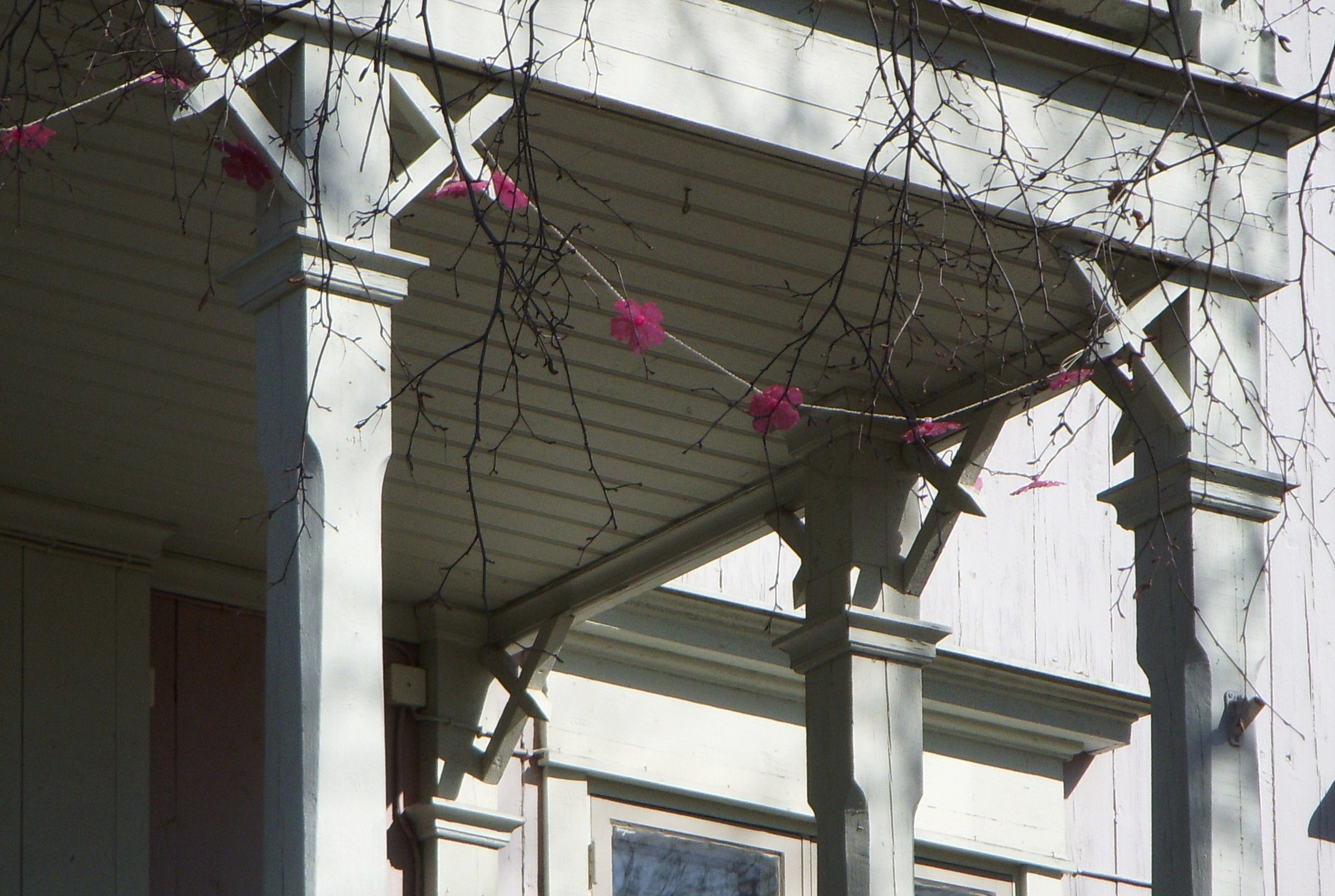
Veranda, detalj
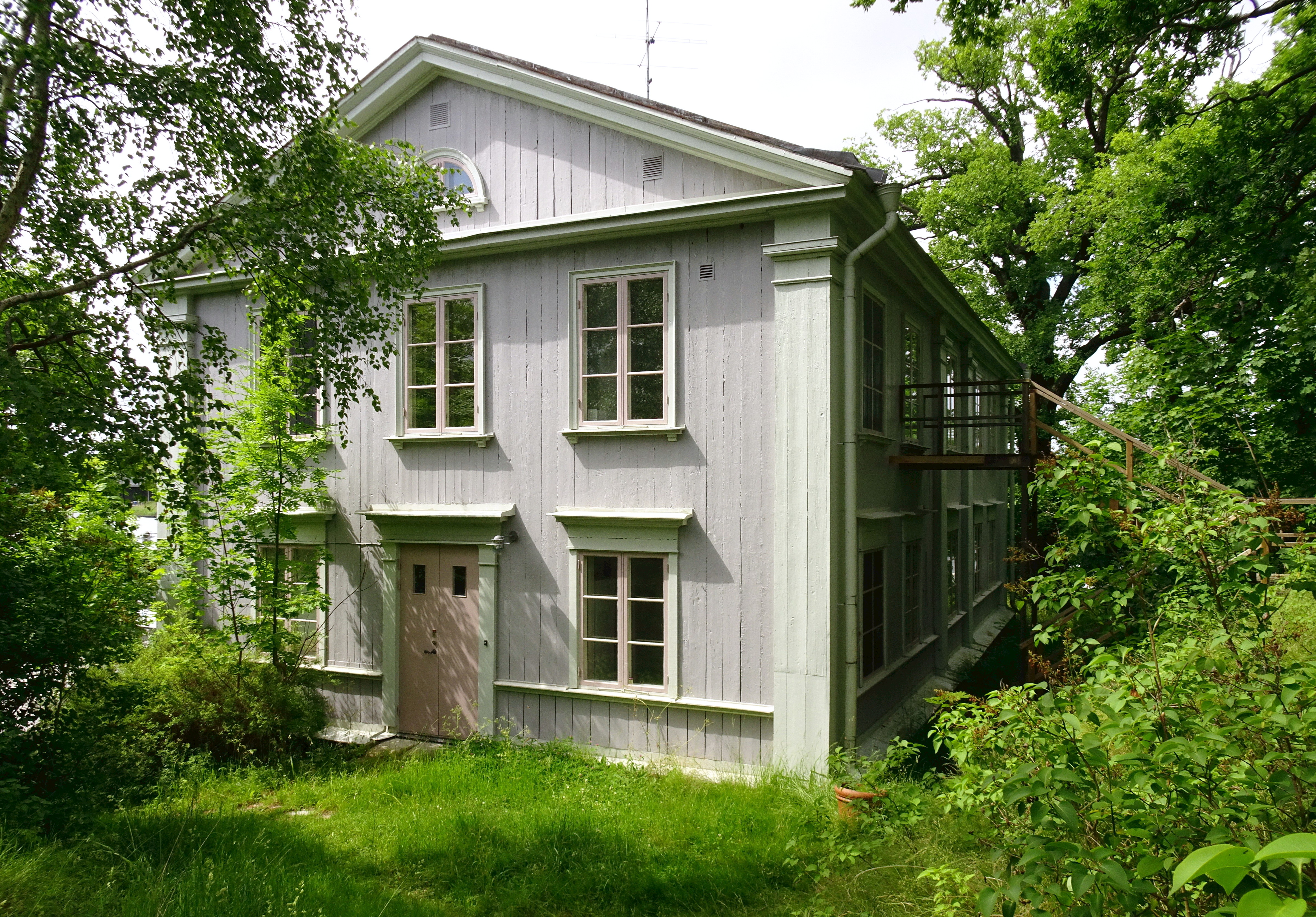
Sydöstra gaveln
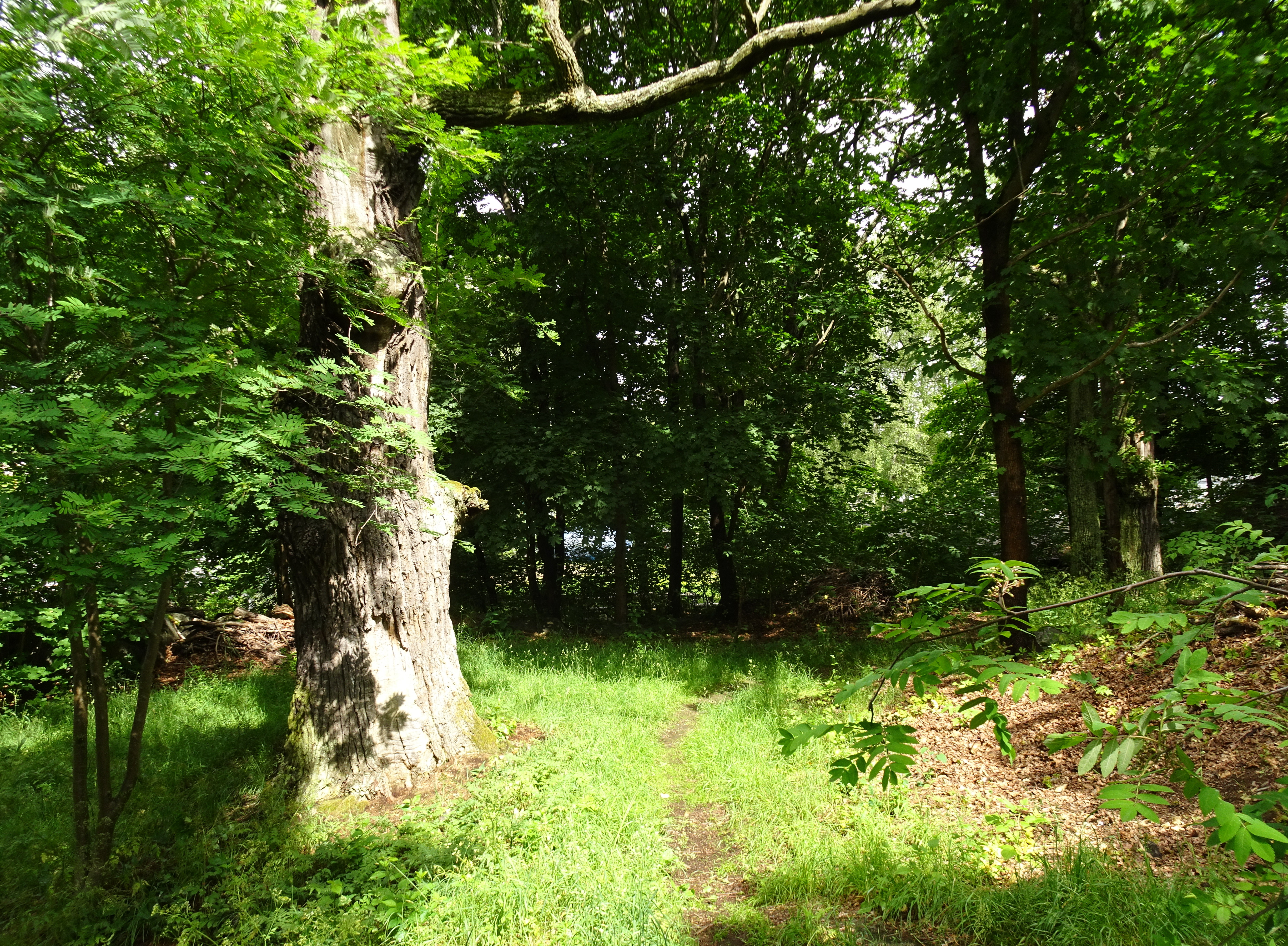
Margretelundsbacken